# فريدريك رويش
فريدريك رويش (بالهولندية: Frederik Ruysch) هو عالم نبات وتشريح هولندي ولد في يوم 28 مارس 1638 في لاهاي. عاصر كل من يان زفامردام ورينر دي غراف وفرانسيسكوس سيلفيوس ونيكولاس ستينو، هو معروف لتسجيله عدة أنواع من النباتات وقام بتعريفها نسيجياً وتشريحياً. توفي في يوم 22 فبراير 1731. وهو والد الرسامتين راتشيل رويش وآن رويش.